# 胡德华 (政治人物)
胡德华（1925年12月—2009年11月6日），又名序昭，女，浙江上虞人，中华人民共和国官员。

## 生平
胡德华1925年12月生于浙江上虞。1938年入春晖中学，因抗日战争战事逼近而辍学。1940年7月参加中国共产党领导的革命工作，1941年5月加入中国共产党。1942年9月到1943年2月，在苏北根据地新四军华中局江淮印钞厂任职。1943年2月到1945年2月，先后在上海从事中共地下工作、在浙东根据地敌工部任职。1945年2月到1949年6月，奉中共党组织指示，在上海中共地下党学委从事党内联系工作，并任《新少年报》编辑。
中华人民共和国成立后，历任《新少年报》总编辑、社长，上海少年儿童出版社副社长兼副总编辑，中国少年儿童出版社总编辑、社长。文化大革命中受到冲击，下放五七干校劳动。文化大革命结束后，1977年7月到1978年9月，任共青团中央机关临时领导小组副组长、组长。1978年9月到1981年3月，任中国共青团中央第十届书记处书记。1981年3月到1983年9月，任全国妇联党组成员、书记处书记。1983年9月到1988年9月，任全国妇联党组副书记、书记处书记。1995年8月离职休养。
胡德华是中国共产党第十一次全国代表大会代表、中央纪律检查委员会委员。第三、六、七届全国人大代表。
2009年11月6日，胡德华在北京逝世，享年84岁。

## 家庭
- 父：胡仲持，胡愈之的二弟。